# Kabinett Zogu I

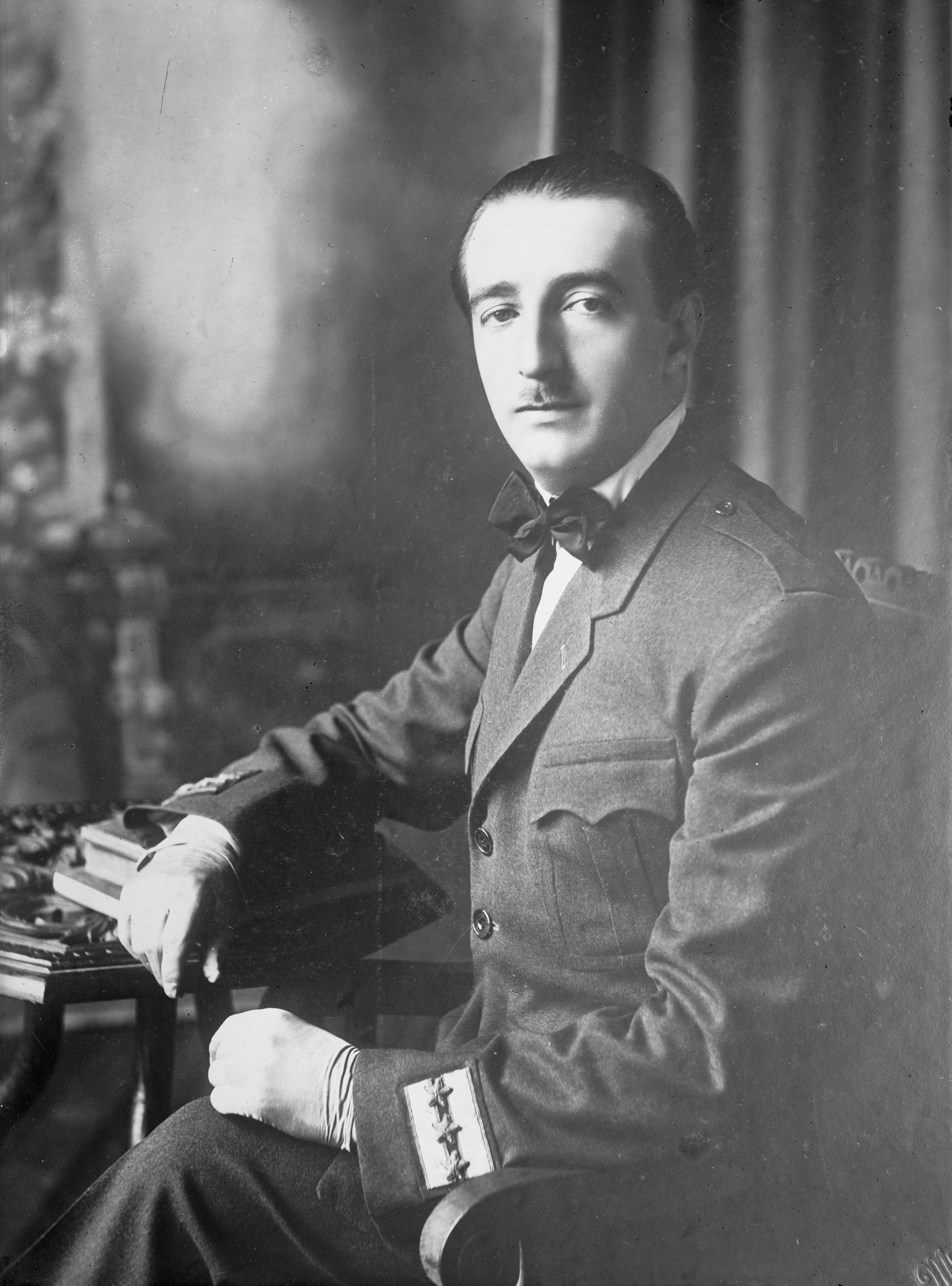
Ahmet Zogu auf einer undatierten Aufnahme

Das Kabinett Zogu I war die am 27. Dezember 1922 gebildete Regierung unter Ministerpräsident Ahmet Zogu. Die Regierung Zogu löste diejenige seines Vorgängers Xhafer Ypi ab. Der Hohe Rat erklärte Zogu zum Premier, das Kabinett wurde mit 37 Stimmen vom Parlament bestätigt. Die Regierung von Ahmet Zogu war die am längsten amtierende Regierung des albanischen Fürstentums.
| Kabinett Zogu I 27. Dezember 1922 bis 25. Februar 1924  | Kabinett Zogu I 27. Dezember 1922 bis 25. Februar 1924 | Kabinett Zogu I 27. Dezember 1922 bis 25. Februar 1924 |
| ------------------------------------------------------- | ------------------------------------------------------ | ------------------------------------------------------ |
| Ministerpräsident und Innenministerium                  | Ahmet Zogu                                             | Albanische Volkspartei                                 |
| Außenministerium                                        | Pandeli Evangjeli                                      | Albanische Volkspartei                                 |
| Justizministerium                                       | Hysen Vrioni bis 25. Februar 1924                      | Albanische Volkspartei                                 |
| Finanzministerium                                       | Kolë Thaçi                                             | parteilos                                              |
| Kriegsministerium                                       | Milto Tutulani bis 30. März 1923                       | parteilos                                              |
| Kriegsministerium                                       | Mustafa Aranatisi ab 30. März 1923                     | parteilos                                              |
| Ministerium für öffentliche Arbeiten und Landwirtschaft | Spiro Jorgo Koleka                                     | parteilos                                              |
| Bildungsministerium                                     | Rexhep Mitrovica                                       | Albanische Volkspartei                                 |

## Weblink
- Kabinett Zogu I